# Atlit Yam
Atlit Yam é um sitio arqueológico com monumentos megalíticos submersos na costa de Atlit, Israel. 

## História
Atlit-Yam fornece a evidência mais antiga de um sistema de subsistência agro-pastoral-marinha na costa levantina.  Os artefactos arqueológicos em cerâmica correspondem à última fase do neolítico B com datas de 6900 a 6300 aC . Hoje, encontram-se entre 8–12 m abaixo do nível do mar na Baía de Atlit na foz do rio Oren na costa Carmel. Abrange uma área de ca. 40.000 m².
Escavações subaquáticas descobriram casas retangulares e um poço. O local foi coberto pelo aumento de eustático do nível do mar após o fim da idade do gelo. Supõe-se que a linha de costa contemporânea foi cerca de 1 km a oeste da costa atual.  Pilhas de peixes prontos para o comércio ou armazenamento levaram os cientistas a concluir que a vila foi abandonada de repente. Um estudo italiano liderado por Maria Pareschi do Instituto Nacional Italiano de Geofísica e Vulcanologia de Pisa indica que um colapso vulcânico do flanco oriental do Monte Etna 8500 anos atrás, provavelmente teria causado um  tsunami de 10 andares (40 m) engolindo algumas  cidades costeiras do Mediterrâneo em poucas horas. Alguns cientistas apontam para o aparente abandono de Atlit Yam na mesma data como mais uma evidência de que efectivamente ocorreu um tsunami .

## Descobertas arqueológicas

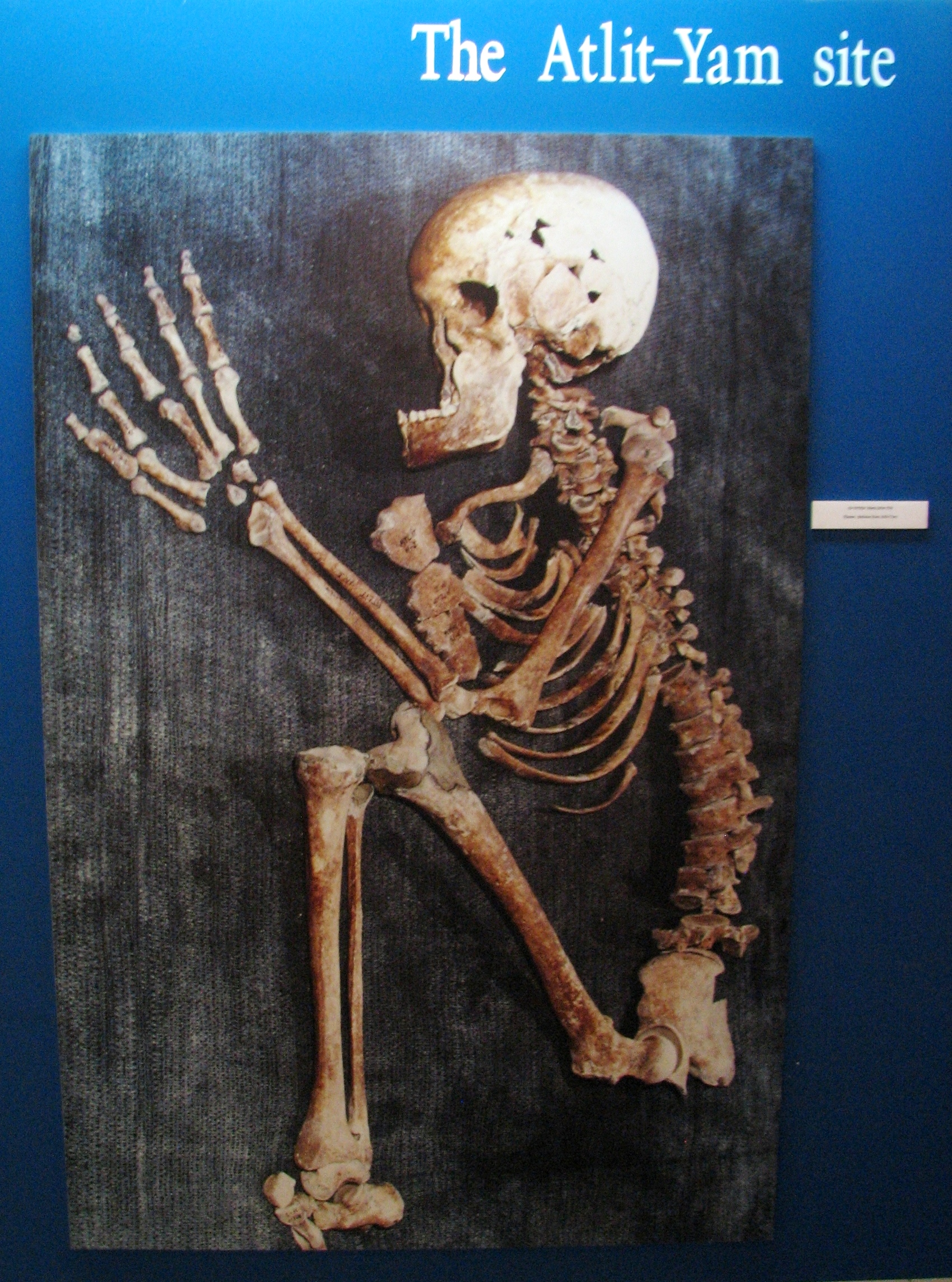
Esqueleto humano em Atlit Yam

Desde 1960 descobriram-se restos de barcos afundados  na costa de Carmel. Ehud Galili, enquanto pesquisava indícios de afundamentos descobriu vestígios de um assentamento humano.
Encontraram-se restos de casas retangulares com lareiras, e um poço que, atualmente, encontra-se 10,5 m abaixo do nível do mar, construído com muros de pedra seca, com 1,5 m de diâmetro e 5,5 m de profundidade. O espaço entre as pedras foram preenchidos com terra e ossos de animais em duas camadas separadas. A camada superior continha ossos de animais parcialmente articulados, que presumivelmente foram lançadas após o poço sair de uso. Outras estruturas redondas no local também podem ser poços. Galili acredita que a água nos poços foi gradualmente contaminada com a água do mar, forçando os habitantes a abandonar as suas casas.
Encontrou-se uma estrutura semicírcular composta por sete megalítos de 600 kg . As pedras têm  marcas esculpidas e estão dispostas em torno de uma nascente de água doce, o que sugere que podem ter sido usadas para um ritual de água.
Dez enterros flexionados foram descobertos, tanto dentro das casas quanto nas suas imediações. Os esqueletos de uma mulher e de uma criança, encontrado em 2008, revelaram os primeiros casos conhecidos de tuberculose. Anzóis de ossos e pilhas de ossos de peixes prontos para o comércio ou armazenamento apontam para a importância dos recursos marinhos. Os homens são pensados serem mergulhadores de frutos do mar já que quatro esqueletos foram encontrados com danos no ouvido, provavelmente causada por mergulho em água fria.

### Datas por radiocarbono
O sitio arqueológico foi datado por radiocarbono com os resultados de três  galhos submersos:
| RefªLab   | BP   | data (aprox.) | desviu |
| --------- | ---- | ------------- | ------ |
| RT-2477/8 | 7605 | 6460 aC       | 55     |
| RT-2479   | 7460 | 6270-6390 aC  | 55     |
| RT-2489   | 7880 | 6660-6700 aC  | 55     |